# Dovitljivi mali čudaci
Dovitljivi mali čudaci je peti album zagrebške zasedbe Haustor, ki bi moral iziti že v začetku 90. let, a je izšel leta 2017 ob ponovni izdaji digitalno predelanega albuma Apokalipso avtorja Darka Rundeka.
Album ni bil nikoli dokončan zaradi razpada skupine. Na izdanem albumu je izšlo pet dokončanih pesmi.

## O albumu
Pesmi iz leta 1990 so potekale v nekoliko počasnejšem ritmu. Poleg tega je opaziti zanimivo spremembo Rundekovega glasu skozi pesmi »More more«, »Hiawatha« in »Señor«.
Več kot desetletje kasneje, leta 2002, je občinstvo pesem »Ista slika« pospremilo s komentarji, da je Rundek z opisovanjem »veselih muh« in petjem o »rdečih kapljah, ki so padale na belo« odlično opisal vojne dogodke v 90. letih. O navdihu za besedilo avtor sam ni govoril, zato niti ni znano, ali je Rundek leta 1990 res pel o tistem, kar je bilo takrat mnogim jasno, a od česar so gledali stran – o vojni in prelivanju krvi, ki bo zajelo narode.
Rundek je vse pesmi, razen »Disanja«, v nekoliko drugačnem aranžmaju ali s spremenjenim besedilom leta pozneje objavil na albumih »Apokalipso«, »U širokom svijetu« in »Ruke«.

## Zanimiva dejstva
- Kot je izjavil sam Rundek, albuma »Dovitljivi mali čudaci« niso nikoli objavili, ker zasedbi material ni bil posebej všeč, zato »tudi zdaj ne bi dal roke v ogenj za te pesmi«, omenjajoč njihove priredbe, saj »Ista slika« in »Señor« sta del repertoarja skoraj vsakega koncerta Rundek Cargo Tria. Ti dve pesmi sta za občinstvo najbolj zanimivi zaradi zgodb, ki se skrivajo za njima, pa tudi zaradi spremenjenega besedila v primeru skladbe »Señor«.[1]
- Pesem »Señor« je bila znana kot napisana za nikoli izdani album Haustor, o katerem je govoril tudi Rundek [3] [1] .
- "Ista slika" je na albumu "Ruke", v videospotu zanjo pa poleg ekipe takratnega Cargo orkestra nastopa igralec Sergej Trifunović. Doslej je bilo malo znano, da je bila pesem posneta leta 1990. leto, pred razpadom skupine pa tudi takratne Jugoslavije [1] .